# Bifascioides leucomelanella
Bifascioides leucomelanella är en fjärilsart som beskrevs av Hans Rebel 1917. Bifascioides leucomelanella ingår i släktet Bifascioides och familjen fransmalar. Inga underarter finns listade i Catalogue of Life.